# Melanosella mors-apis
Melanosella mors-apis är en svampart som beskrevs av Örösi-Pál 1936. Melanosella mors-apis ingår i släktet Melanosella, divisionen sporsäcksvampar och riket svampar.   Inga underarter finns listade i Catalogue of Life.